# 聖保祿學院

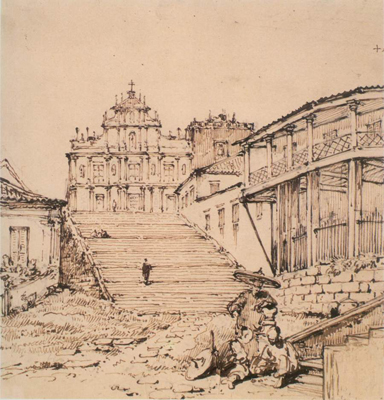
著名畫家錢納利筆下的聖保祿學院

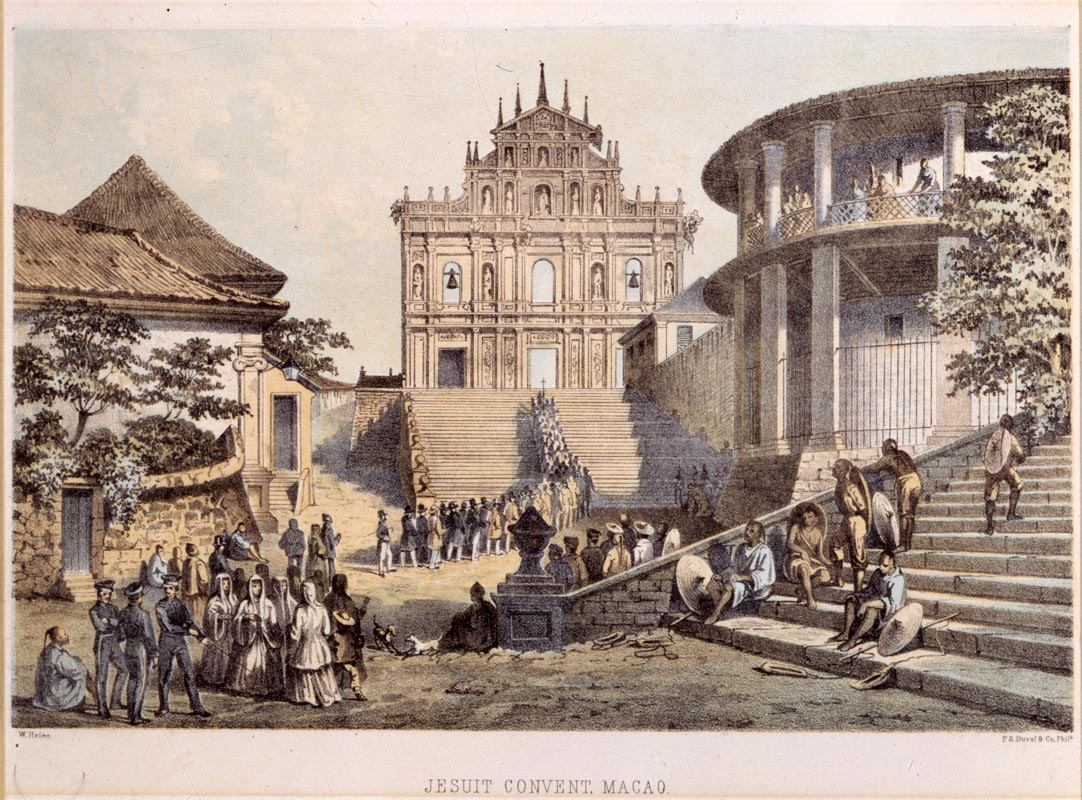
大三巴牌坊與聖保祿學院圖

聖保祿學院（葡萄牙語：Colégio de São Paulo；或稱天主聖母學院）是耶穌會在1594年於澳門創立的一間天主教高等學院（接近當時歐洲的大學），亦為中國的第一所西式高等教育學校，位置座落於天主之母教堂（現大三巴牌坊）與大砲台之間，屬於一所傳教士神學院，而辦學經費主要由葡萄牙商人提供支持。

## 歷史
1565年，耶穌会傳教士培萊思神父（Francisco Perez）在澳門建了一座聖母小堂為駐所，不久後便將之改為學校，該校正式開學典禮在1572年，這被認為是澳門第一所學校的創辦時間。澳門初級學校創辦後，首任校長為瓦斯（Antonio Vaz），另有8名耶穌會神父輔佐，並以學校作為培養遠東天主教傳教士的基地。此校創辦後，很快獲得葡萄牙國王的大力支持，據第二任校長高斯達（Cristóvao da Costa）1577年的報告稱：當時有「150名孩童來上學」。據梅西亞神父（Lourenco Mexia）1584年的報告稱：「學校裏有200學生，大家學寫、讀和唱歌。」可知澳門初級學校創辦後發展很快，十幾年後即達學生200餘人的規模。
1580年，羅明堅神父（Michele Ruggieri）在學校裏建立了一傳教實習所，利瑪竇神父（Matteo Ricci）稱之為「聖瑪爾定經言學校」專門培養中國初修士的學校，同時也給來華的歐洲傳教士提供了一個學習漢語的場所。羅明堅、利瑪竇、麥安東、孟三德（Duarte de Sande）、石方西（Francesco de Petris）諸教士之漢語當於此學習。
1592年，遠東教區巡視員范禮安在長崎召開了第一次遠東地區副主教會議，在這次會議上，認為有必要為日本和日本以外的耶穌會教士建立一所修院，而澳門地處遠東之中心，是實現這一目的的最理想的地方。1594年11月，范禮安正式提出在澳門建立一個像果阿聖保祿學院一樣的遠東傳教中心的提案，果阿聖保祿學院已成為對印度乃至馬六甲、摩洛哥、衣索比亞及東非的傳教中心。經過一番周折，最後在葡王菲利普二世的支持下，命令葡印總督及果阿副主教批准了這一方案。即在澳門初級學校和聖瑪爾定經言學校合併的基礎上擴建為澳門聖保祿學院（又稱澳門修道院）。澳門聖保祿學院不是一所完全的基督教大學，因為這所學校明確規定不教授天主教法典，而且也比擁有這類機構所有學科的非教會大學小很多，因為它沒有設立民法和醫學學科。但毫無疑問它是一所真正的高等教育機構，因為它授予正式學位。
澳門聖保祿學院創辦從1592年長崎會議提議起，就主要著眼於培養日本傳教士，而不在中國，學院雖開設漢語課，但不是必修課。1623年，由日本神父保羅·克裏斯托翁（Paulo Cristóvao）出資白銀3000兩在澳門修道院內建聖依納爵神學院，辦此學院目的就是「為了培養當時在澳門的日本天主教徒，以便日後暗中將他們遣返日本傳教」。這樣，所謂聖保祿學院實際上就有屬下的兩所學校，一是專為澳門本地人及葡萄牙人子女（包括本地土生葡人）開辦的初修院，一是專門為日本傳教士開辦的聖依納爵神學院，培養中國傳教士只是在初修院和神學院中兼而為之。
天主之母教堂附屬於聖保祿學院，但先後於1595年及1601年遭遇火災，而學院本身則於1762年亦因由於耶穌會解散而關閉，直到1784年由北京教區主教湯士選（D.Alexandre Gouveia）重新創辦聖若瑟修道院為遣使會培養中國傳教士。1784年10月1日正式開學，首任院長葡萄牙人瓦倫特（Manuel Correia Valente）。
1835年1月26日傍晚六時，一場大火令聖保祿學院以及天主之母教堂付諸一炬，僅餘聖保祿學院的部分地基及圍牆，而教堂之前壁仍健全，因中國人簡稱São Paulo為「三巴」，而為了區別於另一間聖若瑟修院（稱「三巴仔」），則稱之為大三巴，又其形狀有如中國的牌坊，故稱為今天著名的大三巴牌坊。

## 學制
學院的學制分為兩部分，一是初修院（即預科教育）、一是神學院（六年制），完成神學課程即可授博士學位。1594年12月1日正式開學時，該院已擁有了四個班級：1.250人的讀寫班；2.語法學班；3.人文學班；4.藝術課程班。

## 體制
雖然學院本身屬於傳教士學院，但無論於課程、設施、師資等都相當於一所西式大學，有異於一般的修士學校或修道院。
學院提供多項課程，科目包括：
- 語言
- 神學
- 科學
- 哲學
- 藝術
- 天文

另外，學院附設一間診所、一座天文瞭望台以及一所印刷所，亦為中國第一間以西方金屬排版技術印刷拉丁文字刊物的印刷所。

## 於中西文化交流所起的作用
澳門是西洋美術傳入中國的發祥地，聖保祿學院在學院內，東方人可學習西方的文化、藝術、歷史以及羅曼語族（如葡萄牙語）等語言。而西方人則可學習到東方的文化以及中文。又如當中的藝術課程，亦為西洋美術傳入中國起了很大的作用，第一個藝術課程於1596年正式開辦，但並不在考試之列，亦不知道其中有那些著名的導師。縱然如此，在其後的一段日子，完成藝術課程的學生可獲得藝術碩士之名銜，而從不少出自澳門的西方藝術油畫亦可見得當時澳門有為數不少的藝術人才。另外，於建校初期開始，已有不少日本傳教士到聖保祿學院研修神學，如日本著名傳教士安治郎等，但由於當時幕府政權的關係，很多傳教士回國後都殉道了。

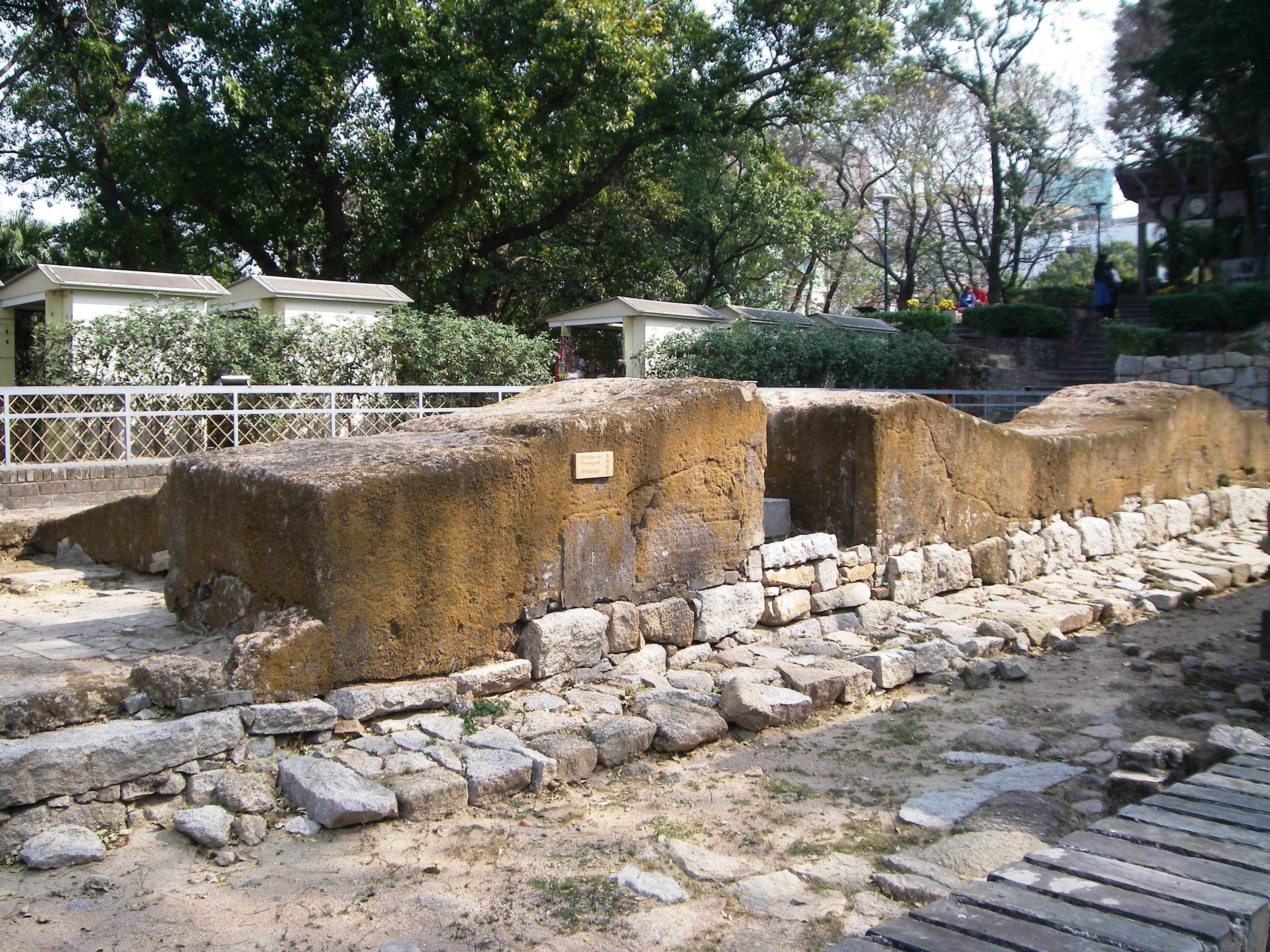
學院殘垣

## 著名師生
- 湯若望
- 艾儒略
- 孟儒望
- 徐光啟
- 吳歷（吳漁山）清初八家之一